# Coregonus nobilis
Coregonus nobilis är en fiskart som beskrevs av Haack 1882. Coregonus nobilis ingår i släktet Coregonus och familjen laxfiskar. IUCN kategoriserar arten globalt som livskraftig. Inga underarter finns listade i Catalogue of Life.